# Viera Mouralová-Úlehlová
Viera Mouralová-Úlehlová (12. září 1916 – 28. července 2002) byla slovenská a československá politička Komunistické strany Slovenska a poúnorová poslankyně Národního shromáždění ČSR.

## Biografie
Ve volbách roku 1948 byla zvolena do Národního shromáždění za KSČ ve volebním kraji Bratislava. V parlamentu zasedala až do konce funkčního období, tedy do voleb v roce 1954.
Mládí prožila na Slovensku, angažovala se v levicovém vysokoškolském hnutí. V dospělosti působila v Praze. Ve vládě Viliama Širokého byla náměstkyní ministra vnitra, později pracovala v aparátu Národního shromáždění a Federálního shromáždění. V letech 1946–1953 se uvádí jako členka Ústředního výboru Komunistické strany Slovenska.
V letech 1955-1957 působila jako první náměstkyně ministra spravedlnosti. Této funkce se vzdala po nástupu na mateřskou dovolenou.